# Oxalate

Mesomeriestabilisiertes Oxalat-Anion.

Als Oxalate, systematisch Ethandioate, werden die Salze der Oxalsäure bezeichnet.

## Vorkommen

### Vorkommen in Pflanzen
Als Produkt des unvollständigen Kohlenhydrat-Abbaus kommen Oxalate in fast allen Pflanzen vor.
Bekannte Pflanzen mit einem sehr hohen Anteil an Oxalaten sind Weißer Gänsefuß und der Wiesen-Sauerampfer. Auch die Wurzeln und Blätter des Rhabarbers und des Buchweizens enthalten sehr hohe Konzentrationen an Oxalaten.
Andere essbare Pflanzen mit signifikanten Mengen an Oxalat sind die Sternfrucht, Schwarzer Pfeffer, Petersilie, Mohnsamen, Amarant, Spinat, Mangold, Rote Beete, Heidelbeeren und die meisten Nüsse. Auch Kakao enthält beträchtliche Mengen an Oxalaten.
Die Blätter des Teestrauches (Camellia sinensis) nehmen beim Oxalatgehalt sogar einen Spitzenplatz ein, wobei allerdings zu berücksichtigen ist, dass ein Tee aus diesen Blättern letztlich nur vergleichsweise geringe Oxalat-Konzentrationen aufweist, zum einen wegen der geringen Menge an Teeblättern, die für die Zubereitung benötigt werden, zum anderen, weil viele Oxalate nur mäßig wasserlöslich sind.

### Vorkommen in Mineralen
Als Salze einer organischen Säure kommen Oxalate nur in wenigen, seltenen Mineralen vor. Die Systematik der Mineralen nach Strunz gibt hierzu einen Überblick. Auch wenn es sich bei den als natürliche Mineralen vorkommenden Oxalaten (z. B. Whewellit) um Salze einer organischen Säure handelt, müssen bei ihrer Bildung nicht zwangsweise biologische Prozesse beteiligt gewesen sein – die Möglichkeit der Bildung organischer Substanzen (bis hin zu Aminosäuren) auf rein abiotischem Weg wurde inzwischen durch zahlreiche Experimente bestätigt.

## Eigenschaften
Viele Oxalate sind in Wasser schwer löslich. Am besten in Wasser löslich sind Ammoniumoxalat [(NH4)2(COO)2] und Alkalioxalate, wie Natriumoxalat – jedoch ist Caesiumoxalat (obwohl Caesium ein Alkalimetall ist) ebenfalls schlecht löslich. Die Fällung des schwerlöslichen Calciumoxalats dient als gängiger Nachweis von Calciumionen. Als Oxalat wird auch das Anion der Oxalsäure bezeichnet.
Da Oxalsäure, aber auch deren Salze, mit Calcium (wird für den Knochenbau benötigt) ein schwer lösliches Salz bildet, kann dieses dann nur langsam ausgeschieden werden. Daher sollte Oxalsäure und deren Salze nur in geringen Dosen konsumiert werden.

## Physiologische Eigenschaften

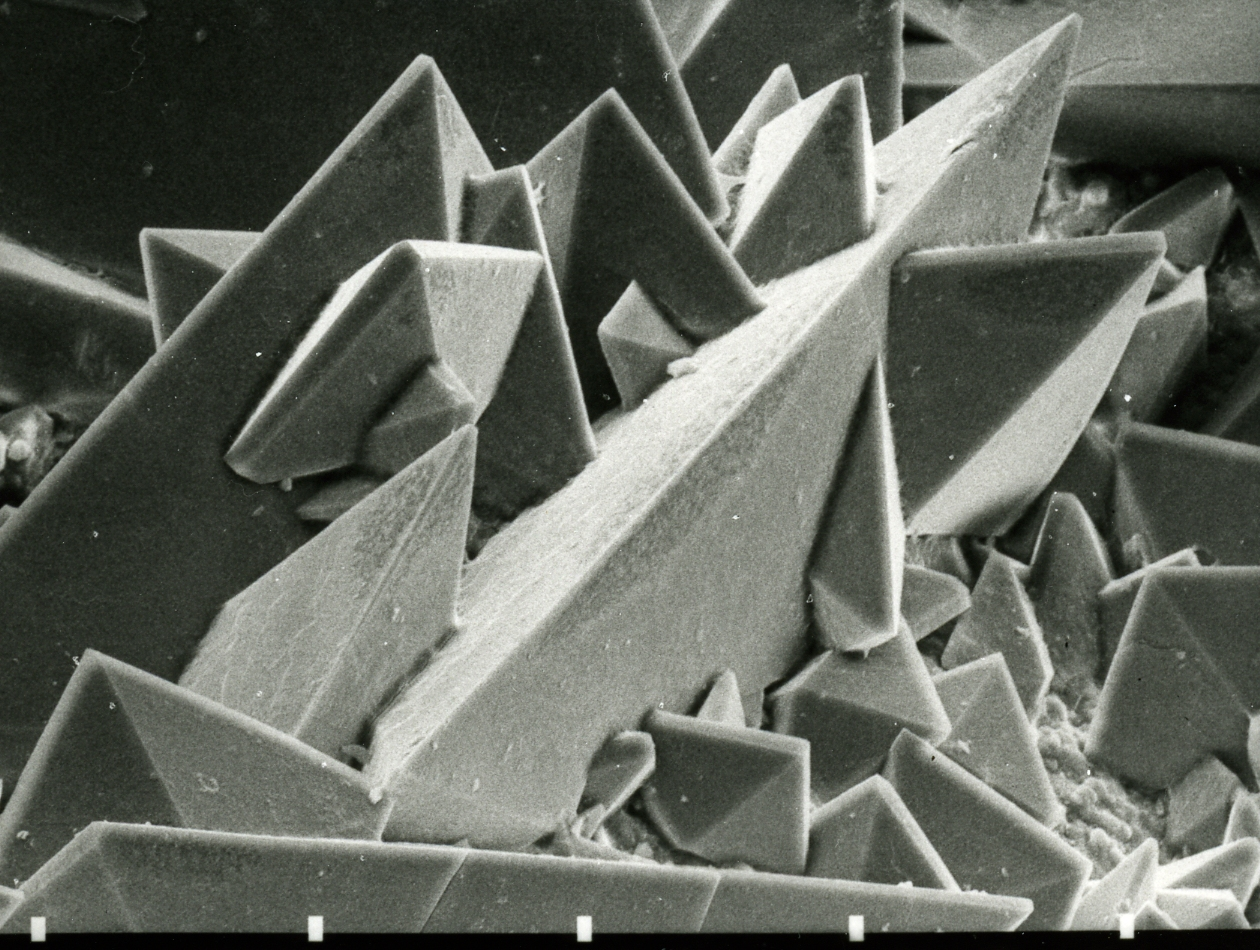
Die rasterelektronenmikroskopische Abbildung der Oberfläche eines Nierensteins zeigt tetragonale Kristalle von Calciumoxalat-Dihydrat (Weddellit), die aus dem amorphen Zentrum herausgewachsen sind. Abgebildete Fläche: 0,35 × 0,45 mm.

Im Körper von höheren Organismen bilden die Oxalatanionen mit zweiwertigen Metallionen wie Calcium (Ca2+) und zweiwertigen  Eisen (Fe2+) bei der Ausscheidung über die Nieren kleine Kristalle. Durch weitere Aggregation können sich hieraus größere Nierensteine bilden. Etwa 80 % aller Nierensteine bestehen aus Calciumoxalat.
Neben weiteren Nierenkrankheiten können Oxalate auch für Gicht, Rheumatoide Arthritis und Vulvodynie ursächlich sein.
Cadmium katalysiert die Umwandlung von Vitamin C in die Oxalsäure. Dies kann bei Menschen, die hohen Cadmiumbelastungen ausgesetzt sind, z. B. Rauchern, zu Problemen führen.

## Analytik

### Nachweisverfahren für Oxalate
Die Oxalat-Lösung wird mit Essigsäure/Acetat-Puffer gepuffert, der pH-Bereich liegt zwischen 4 und 6, dann Calciumchlorid-Lösung zugegeben, als Ergebnis entsteht ein farbloser Niederschlag von Calciumoxalat (in rhombischer Kristallform). Da ein farbloser Niederschlag auch durch andere Ionen gebildet wird, filtriert man den Niederschlag ab und löst ihn in verdünnter Schwefelsäure, tropft einen Tropfen Kaliumpermanganatlösung dazu und erwärmt die Probe. Durch das Erwärmen muss sich die durch Kaliumpermanganat gefärbte Lösung entfärben.

## Siehe auch

Struktur von Oxalsäurediethylester

### Quantitative Bestimmung
In wässriger Lösung kann die Konzentration der Oxalat-Ionen durch Titration mit KMnO4-Lösung bestimmt werden, jedoch muss man die Oxalatlösung vorher auf 70 °C erwärmen. Bei der Titration läuft folgende Reaktion ab:
{\displaystyle \mathrm {5\ C_{2}O_{4}^{2-}+2\ MnO_{4}^{-}+16\ H^{+}\rightarrow 10\ CO_{2}+2\ Mn^{2+}+8\ H_{2}O} }